# Lekaryds landskommun
Lekaryds landskommun var en tidigare kommun i Kronobergs län.

## Administrativ historik
Kommunen bildades i Lekaryds socken i Allbo härad i Småland då 1862 års kommunalförordningar trädde i kraft. 
I samband med kommunreformen 1952 inkorporerades den i Alvesta köping som 1971 ombildades till Alvesta kommun.

## Politik

### Mandatfördelning i Lekaryds landskommun 1942-1946
| 7 | 4 | 4 |

| 15 |

| 8 | 4 | 3 |

| 15 |